# Gerson Cunha
Gerson Gomes Cunha é um cientista da computação brasileiro, natural do Rio Grande do Sul. Suas pesquisas tem contribuido para o treinamento e para a simulação na indústria Offshore, área médica e planejamento urbano. É membro da SBC (Sociedade Brasileira de Computação (Brasil)), ABED (Associação Brasileira de Ensino a Distância), IAPR (International Association on Pattern Recognition (USA)), SCS (Society for Modeling and Simulation International (Europa)) and Liophant Simulation Society (Italy), Membro fundador do MISS (McLeod Institute of Simulation), Rio Jeneiro Center. Também, atua como professor para os cursos de Mestrado e Doutorado do Programa de Engenharia Civil (PEC) da COPPE/UFRJ.

## Formação acadêmica
Graduou-se em Engenharia Civil 1985 pela Fundação Universidade Federal do Rio Grande, concluiu o mestrado em Engenharia Civil pela Programa de Engenharia Civil da COPPE/UFRJ em 1991 e o doutorado em 2004 pela mesma instituição.

## Áreas de atuação científica
- Visualização Científica;
- Visão Computacional;
- Técnicas de Otimização e Visualização de Grandes Massas de Dados;
- Modelagem de Terrenos;
- Simulação Offshore;
- Reconstrução Digital;
- Processamento de Imagens;
- Realidade Aumentada; e
- Realidade Virtual.

Em 1997, fundou, e atua como coodenador, o GRVa (Grupo de Realidade Virtual Aplicada) do Laboratório de Métodos Computacionais em Engenharia (LAMCE) da COPPE/UFRJ. Também, possui vários livros publicados e produções científicas voltadaos para área de Realidade Virtual e Visualização Científica.
No ano de 2006, em conjunto com o pesquisador e cientista Altemar Sales de Oliveira, desenvolveu em Realidade Virtual, a réplica do 14Bis de Santos Dumont, que foi apresentada durante as comemorações Mundiais do centenário do voo do 14-Bis na Faculdade de Tecnologia Estadual de São Paulo.

## Livros publicados
- Applied Modeling & Simulation. Ed.COPPE, 2006;
- Proceedings of the International Workshop on Applied Modelling and Simulation. Ed.COPPE, 2006;
- ATDV: An Image Transforming System. Ed. Springer Berlin/Heidelberg, 2005.